# Міхаель Вестфаль
Міхаель Вестфаль (нім. Michael Westphal; 19 лютого 1965 — 20 червня 1991) — колишній німецький тенісист.
Найвищу одиночну позицію світового рейтингу — 49 місце досяг 17 березня 1986, парну — 239 місце — 15 травня 1989 року.
Найвищим досягненням на турнірах Великого шолома було 2 коло в одиночному розряді.
Завершив кар'єру 1990 року.

## Фінали за кар'єру

### Одиночний розряд: 2 (0–2)
| Результат | W/L | Дата     | Турнір            | Покриття | Суперник     | Рахунок  |
| --------- | --- | -------- | ----------------- | -------- | ------------ | -------- |
| Поразка   | 0–1 | Сер 1984 | Лівінгстон, США   | Тверде   | Йохан Крік   | 2–6, 4–6 |
| Поразка   | 0–2 | Сер 1985 | Кіцбюель, Австрія | Ґрунт    | Павел Сложил | 5–7, 2–6 |